# Markéta Cajthamlová
Markéta Cajthamlová (* 17. října 1959 Praha) je česká architektka a pedagožka.

## Životopis

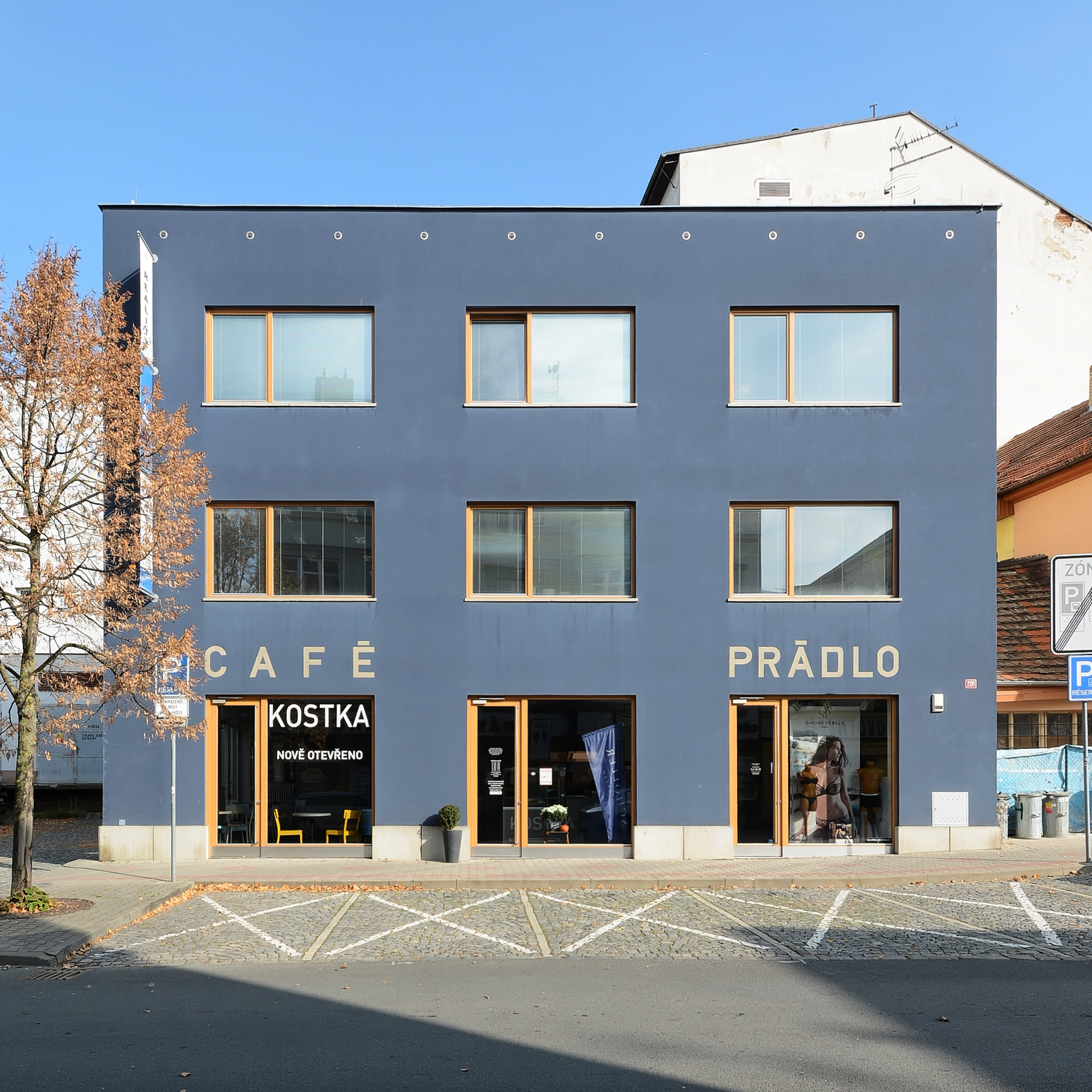
Modrý dům, Benešov u Prahy

Vystudovala Fakultu architektury na pražském Českém vysokém učení technickém (ČVUT). Následně pokračovala ještě ve studiu na Akademii výtvarných umění (AVU). Mezi roky 1989–1991 pobývala v Kanadě. Po návratu se stala společnicí v architektonické kanceláři se svým manželem Lvem Lauermannem. Po jeho úmrtí v důsledku dlouhodobé nemoci (1999) je ateliér uváděn již pouze jejím jménem. Je též aktivní členkou České komory architektů (ČKA). Ve funkci editorky připravila Ročenku české architektury 2000–2001.
Roku 1996 vyučovala na Letní škole architektury v Liberci a od téhož roku po dobu jednoho roku pracovala coby asistentka v ateliéru Ladislava Lábuse.

## Dílo
- Modrý dům, Benešov u Prahy, projekt 1999, realizace 2001[6]